# 加州間蠍魚
加州間蝎魚（學名：Medialuna californiensis）為輻鰭魚綱日鱸目蠍魚科間蠍魚屬的其中一種，傳統上歸類於鱸形目舵魚科。
本魚分布於東太平洋區，從加拿大卑詩省至墨西哥加利福尼亞灣海域，棲息深度可達40公尺，體呈紡錘形，頭鈍，體上半部為藍灰色，下半部為銀灰色，尾鰭叉形，體長可達48公分，棲息在岩石底質海域或海草床，可做為食用魚。